# پیکسل ۳
پیکسل ۳ (انگلیسی: Pixel 3) Pixel 3 و Pixel 3 XL گوشی‌های هوشمند اندرویدی از سری محصولات گوگل پیکسل هستند. این تلفن‌ها در تاریخ ۹ اکتبر ۲۰۱۸ به‌طور رسمی اعلام شد و سپس در تاریخ ۱۸ اکتبر ۲۰۱۸ در ایالات متحده و در تاریخ ۱ نوامبر ۲۰۱۸ در سایر نقاط جهان منتشر شد. آنها جانشین Pixel 2 و Pixel 2 XL هستند.
به دنبال فروش کم پیکسل ۳، در ۷ مه ۲۰۱۹، گوگل انواع میان رده Pixel 3a و Pixel 3a XL را در گوگل آی/او ۲۰۱۹ معرفی کرد؛ و در ۱۵ اکتبر ۲۰۱۹ پیکسل ۴ جانشین پیکسل ۳ اعلام شد.